# Broken, Lappland
Broken är en sjö i Storumans kommun i Lappland och ingår i Umeälvens huvudavrinningsområde. Sjön har en area på 0,642 kvadratkilometer och ligger 705 meter över havet. Sjön avvattnas av vattendraget Bruokejukke.

## Delavrinningsområde
Broken ingår i det delavrinningsområde (726395-146472) som SMHI kallar för Inloppet i Väsken. Medelhöjden är 825 meter över havet och ytan är 24,74 kvadratkilometer. Det finns inga avrinningsområden uppströms utan avrinningsområdet är högsta punkten. Bruokejukke som avvattnar avrinningsområdet har biflödesordning 3, vilket innebär att vattnet flödar genom totalt 3 vattendrag innan det når havet efter 370 kilometer. Avrinningsområdet består mestadels av skog (22 procent), sankmarker (13 procent) och kalfjäll (62 procent). Avrinningsområdet har 0,65 kvadratkilometer vattenytor vilket ger det en sjöprocent på 2,6 procent.